# Florin Nicolae Muntean
Florin Nicolae Muntean (n. 6 aprilie 1956, Mediaș, județul Sibiu) este un politician român, fost membru al Parlamentului României în legislatura 2004-2008. Florin Nicolae Muntean a fost ales pe listele PD, a demisionat pe data de 21 martie 2005 și a fost înlocuit de deputatul Marcel Adrian Piteiu.